# Knappenberg (Gemeinde Hüttenberg)
Knappenberg ist eine vom früheren Eisenerzbergbau geprägte Ortschaft in der Gemeinde Hüttenberg im Bezirk Sankt Veit an der Glan in Kärnten. Die Ortschaft hat 212 Einwohner (Stand 1. Jänner 2024).

## Lage, Ortschaftsbestandteile
Die Ortschaft liegt im Nordosten des Bezirks Sankt Veit an der Glan, mitten in der Gemeinde Hüttenberg, am Hüttenberger Erzberg, östlich und etwa 300 Höhenmeter oberhalb des Gemeindehauptorts Hüttenberg, auf dem Gebiet der Katastralgemeinde Knappenberg.
Folgende Hofnamen werden noch im Ort geführt: Binderkeusche (Nr. 8), Zenzwirt (Nr. 27), Fleischbank (Nr. 35), Vereinshaus (Nr. 37), Grassler (Nr. 39), Kerschbaumerkeusche (Nr. 40), Obere Reissenkeusche (Nr. 47). Zur Ortschaft Knappenberg gehören auch die Ortschaftsbestandteile Stoffen und Kreuztratte:

### Stoffen
Stoffen liegt nordöstlich des Ortskerns auf mehr als 1200 m ü. A., nahe der Rudolfshöhe. 1873 wurde ein Denkmal zur Erinnerung an einen Besuch des Kronprinzen Rudolf errichtet.
| Jahr | Anzahl Häuser | Einwohnerzahl |
| ---- | ------------- | ------------- |
| 1890 | 07            | 062           |
| 1900 | 06            | 053           |
| 1910 | 06            | 035           |
| 1923 | 06            | 030           |
| 1961 | 02            | 06            |

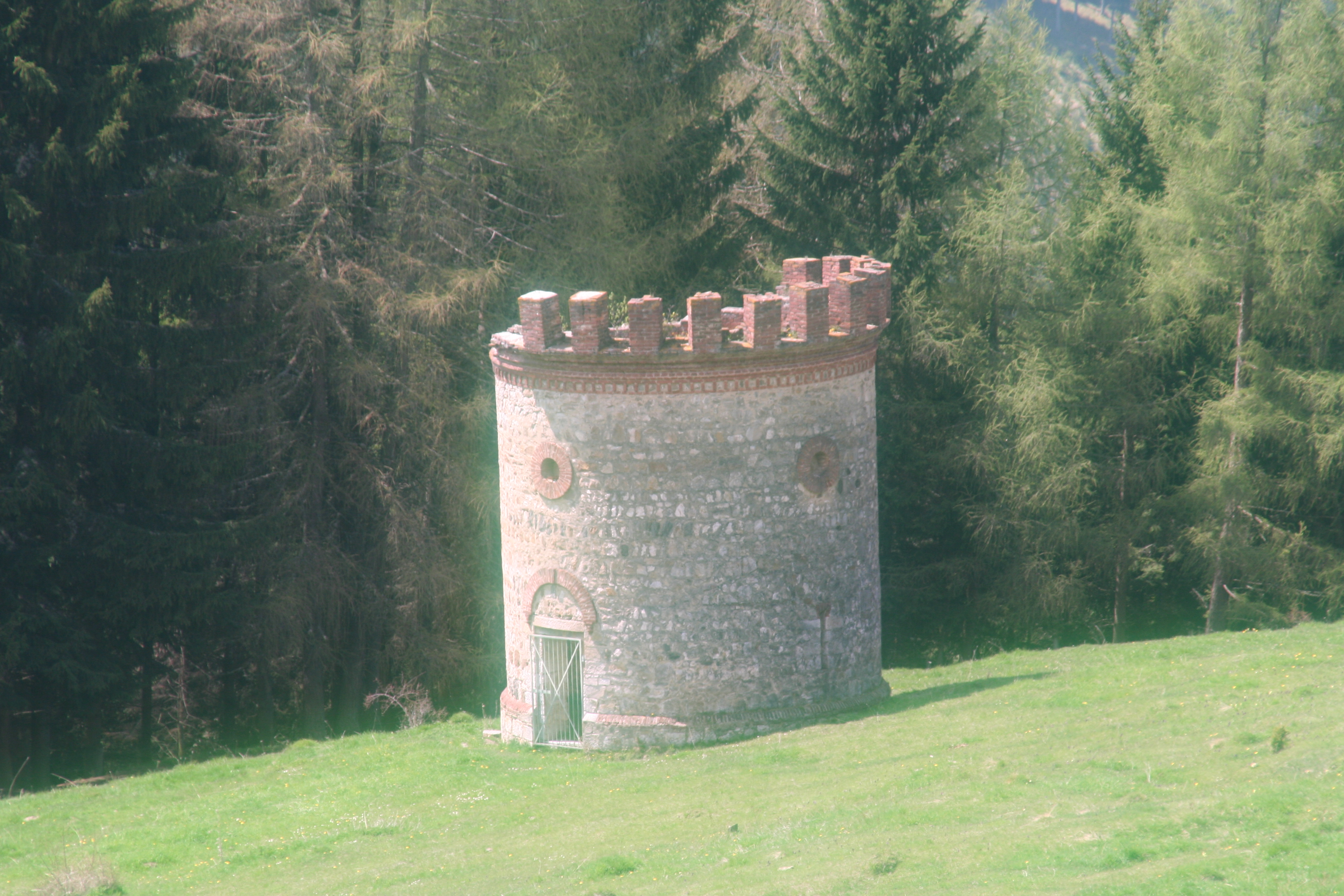
Pulverturm Stoffen
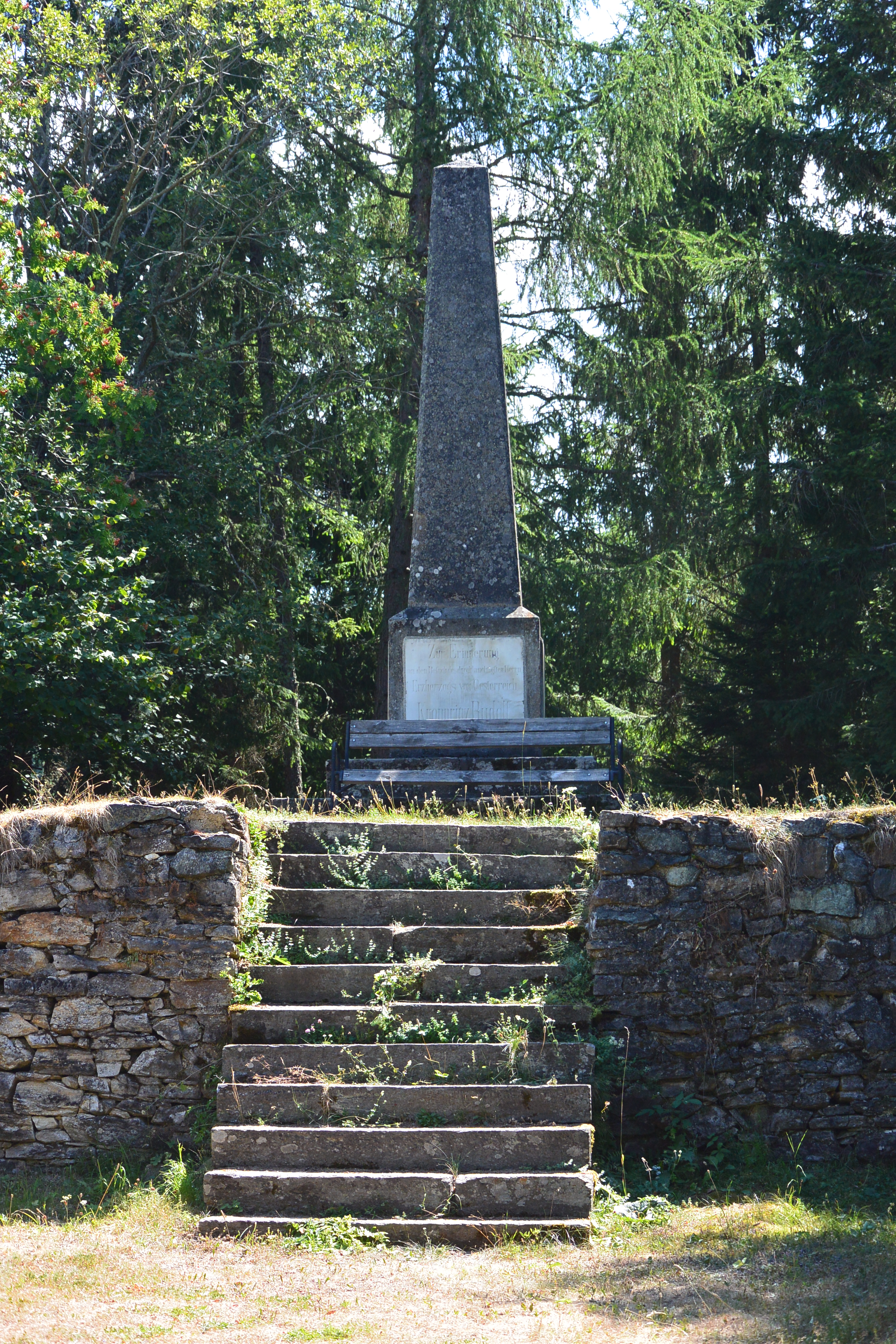

### Kreuztratte
Südöstlich des Ortskerns liegt auf mehr als 1200 m ü. A., am Sattel in Richtung Lölling, einem historischen Versammlungsort der Bergknappen des Hüttenberger Erzbergs, die Kreuztratte, mit Kreutzkeusche (Nr. 76) und Schotterkeusche (Nr. 77).
| Jahr | Anzahl Häuser | Einwohnerzahl |
| ---- | ------------- | ------------- |
| 1890 | 03            | 025           |
| 1900 | 03            | 014           |
| 1910 | 03            | 08            |
| 1923 | 02            | 08            |
| 1961 | 02            | 08            |

## Geschichte
Seit Gründung der Gemeinden 1850 gehört Knappenberg zur Gemeinde Hüttenberg.
Das Dorf war lange Zeit kaum mehr als eine ungeordnete Ansammlung von kleinen Knappenkeuschen im Bereich rund um das heutige Schaubergwerk, noch 1864 als „Chaos von Einbauen und Knappenkeuschen“ bezeichnet. 1921 bis 1923 wurde von Siegfried Theiss und Hans Jaksch im Westen des Dorfs die weitläufige Barbarasiedlung errichtet, eines der bedeutendsten österreichischen Siedlungsprojekte der Zwischenkriegszeit.
Der Niedergang des Bergbaus, der 1978 in der Stilllegung des Bergwerks gipfelte, führte zusammen mit Land- und Höhenflucht zu einem starken Bevölkerungsrückgang.

## Bevölkerungsentwicklung
Für die Ortschaft, einschließlich von Stoffen und Kreuztratte, ermittelte man folgende Einwohnerzahlen:
- 1869: 83 Häuser, 946 Einwohner[3]
- 1880: 78 Häuser, 757 Einwohner[4]
- 1890: 73 Häuser, 711 Einwohner[5]
- 1900: 70 Häuser, 464 Einwohner[6]
- 1910: 67 Häuser, 422 Einwohner[7]
- 1923: 170 Häuser, 587 Einwohner[8]
- 1934: 557 Einwohner[9]
- 1961: 62 Häuser, 725 Einwohner[10]
- 2001: 174 Gebäude (davon 114 mit Hauptwohnsitz) mit 175 Wohnungen; 273 Einwohner und 30 Nebenwohnsitzfälle; 124 Haushalte; 13 Arbeitsstätten, 5 land- und forstwirtschaftliche Betriebe[11]
- 2011: 179 Gebäude, 258 Einwohner, 129 Haushalte, 14 Arbeitsstätten[12]
- 2021: 185 Gebäude, 215 Einwohner, 117 Haushalte, 12 Arbeitsstätten[13]

## Kultur und Sehenswürdigkeiten
Gegründet im Jahr 2008 von Dalai Lama und dem Tibet Büro Genf, sowie in Zusammenarbeit mit der Kärntner Landesregierung, und in Würdigung der Freundschaft mit Heinrich Harrer, entstand mit dem Tibetzentrum Österreich ein modernes Bildungshaus. Dessen Angebot liegt auf traditionellen tibetischen Studiengebieten (Rigne) wie Philosophie, traditionelle Medizin und kontemplative buddhistische Praxis.
Das als Verein organisiertes Geozentrum Hüttenberg besteht seit der Schließung des Bergbaus im Jahre 1978. Aufgrund der montanhistorischen und geologisch-mineralogischen Gegebenheiten werden Kurse für geologisch und mineralogisch interessierte Laien und wissenschaftlich Interessierte angeboten.
An Sehenswürdigkeiten gibt es in Knappenberg:
- Schaubergwerk Knappenberg mit Bergbaumuseum im ehemaligen Grubenhaus
- Puppenmuseum Helga Riedel
- Zinngießerei Leikam, die einzige Zinngießerei Österreichs
- zahlreiche denkmalgeschützte montangeschichtliche Bauten

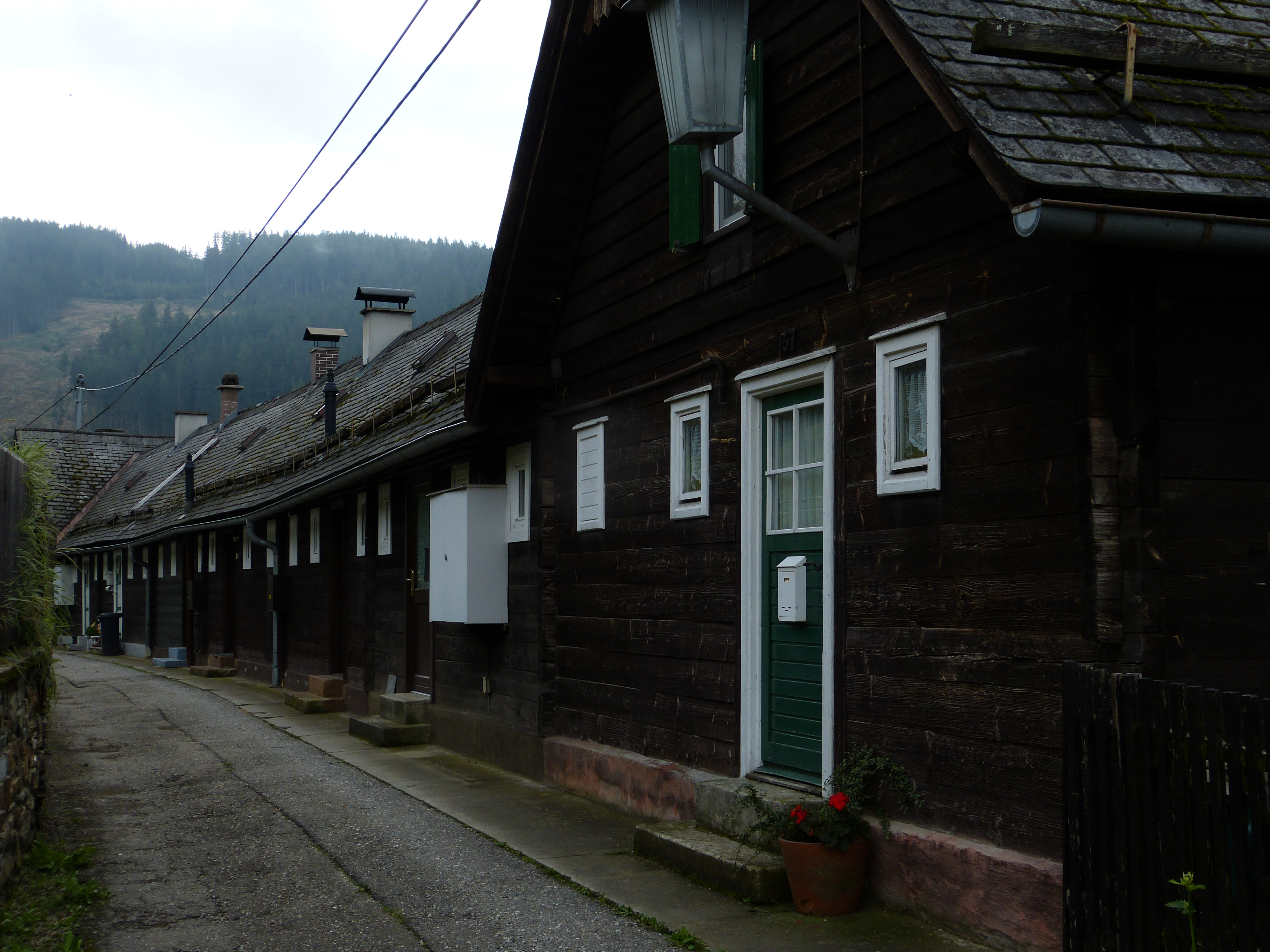
Barbarasiedlung
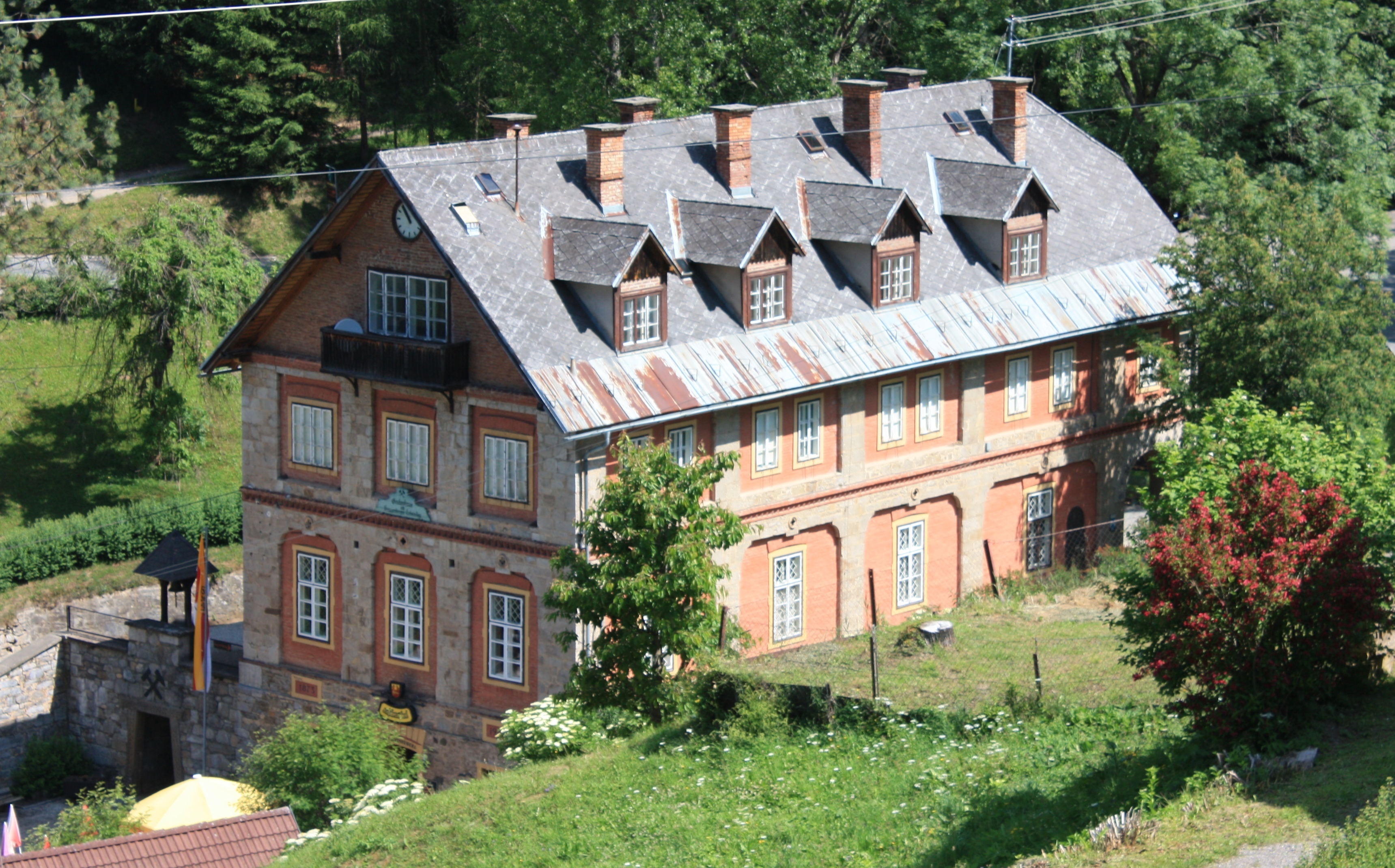
Bergbaumuseum
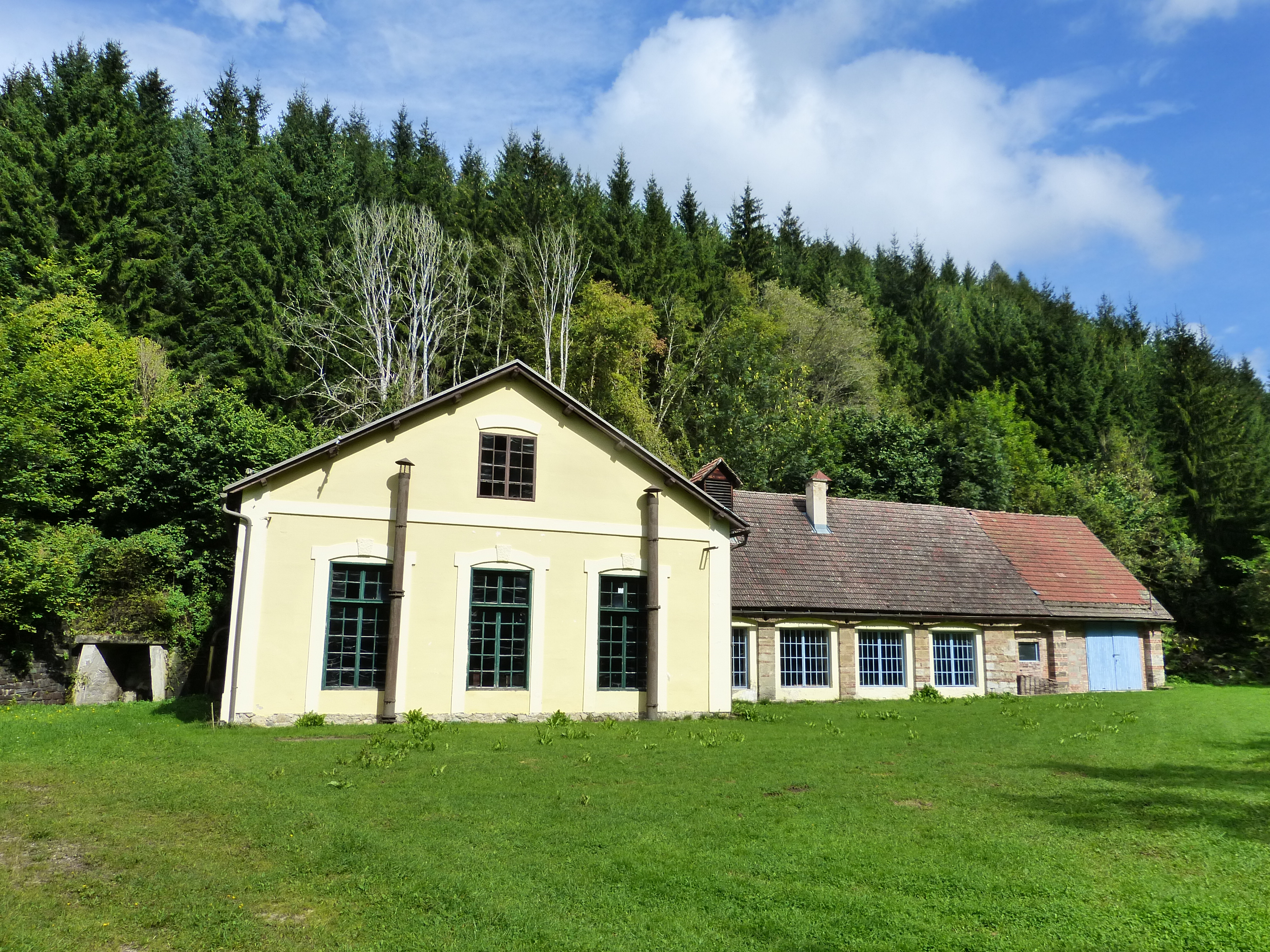
Albert-Maschinenhaus
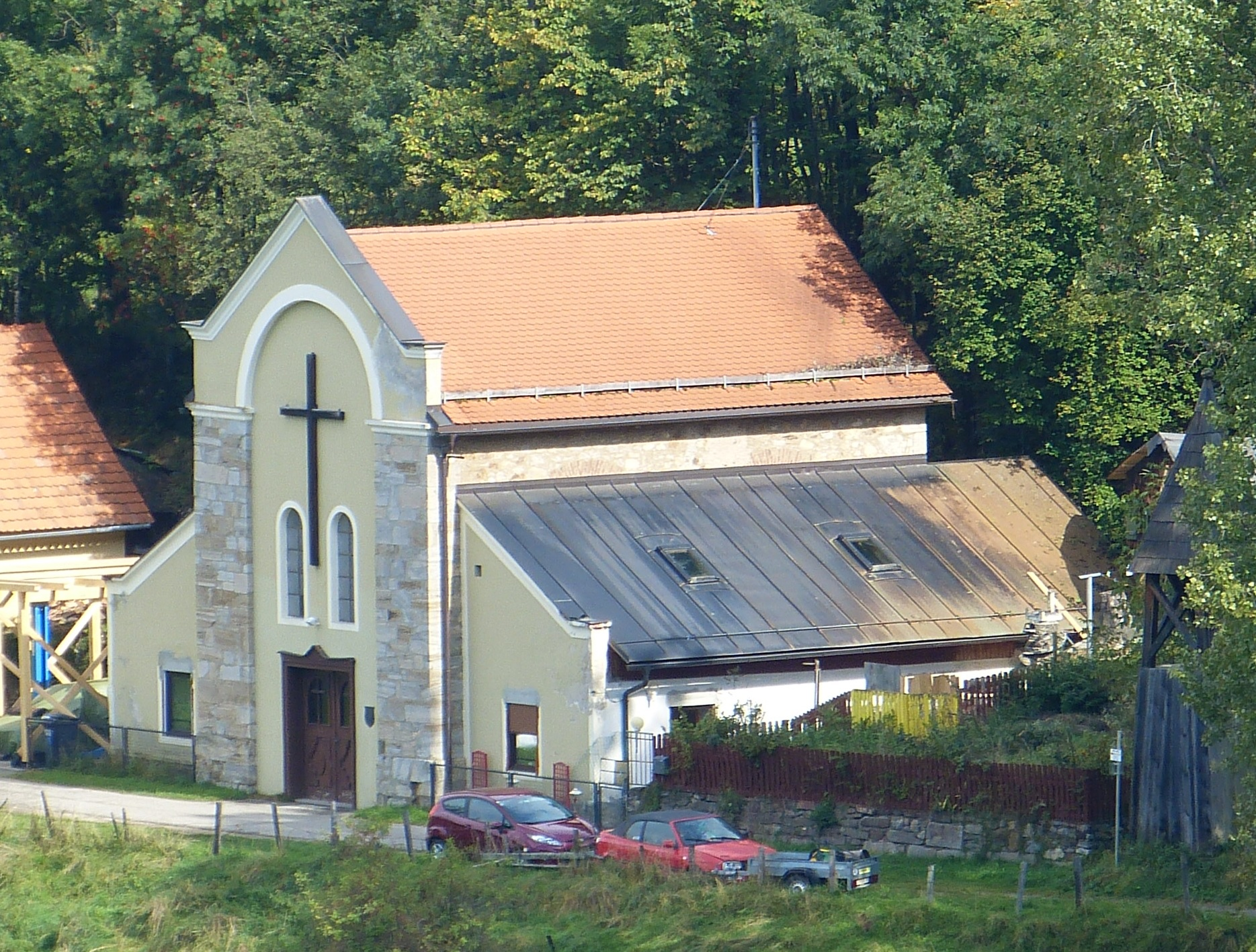
Barbarakapelle
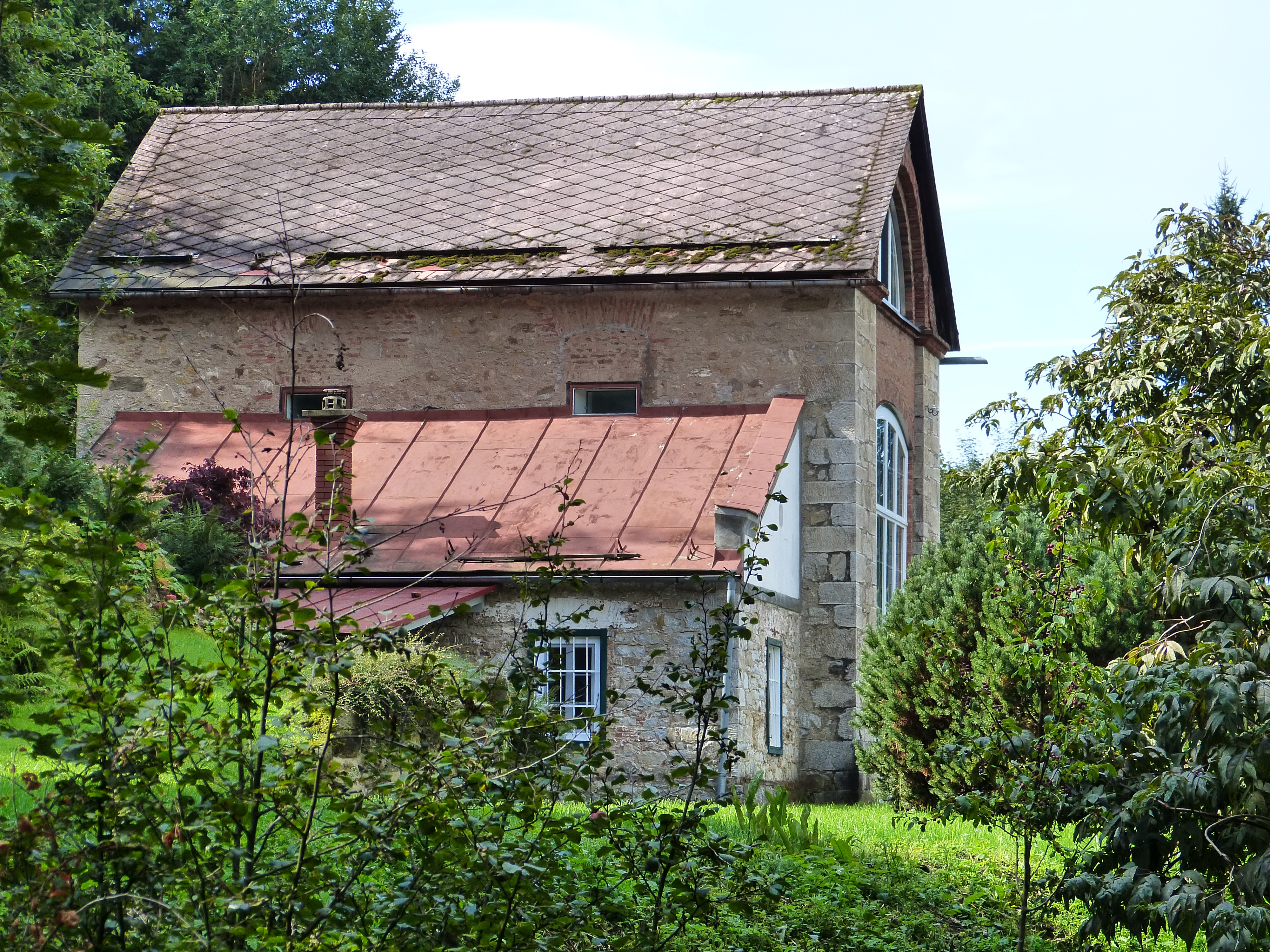
Maschinenhaus der Friedenbaubremse
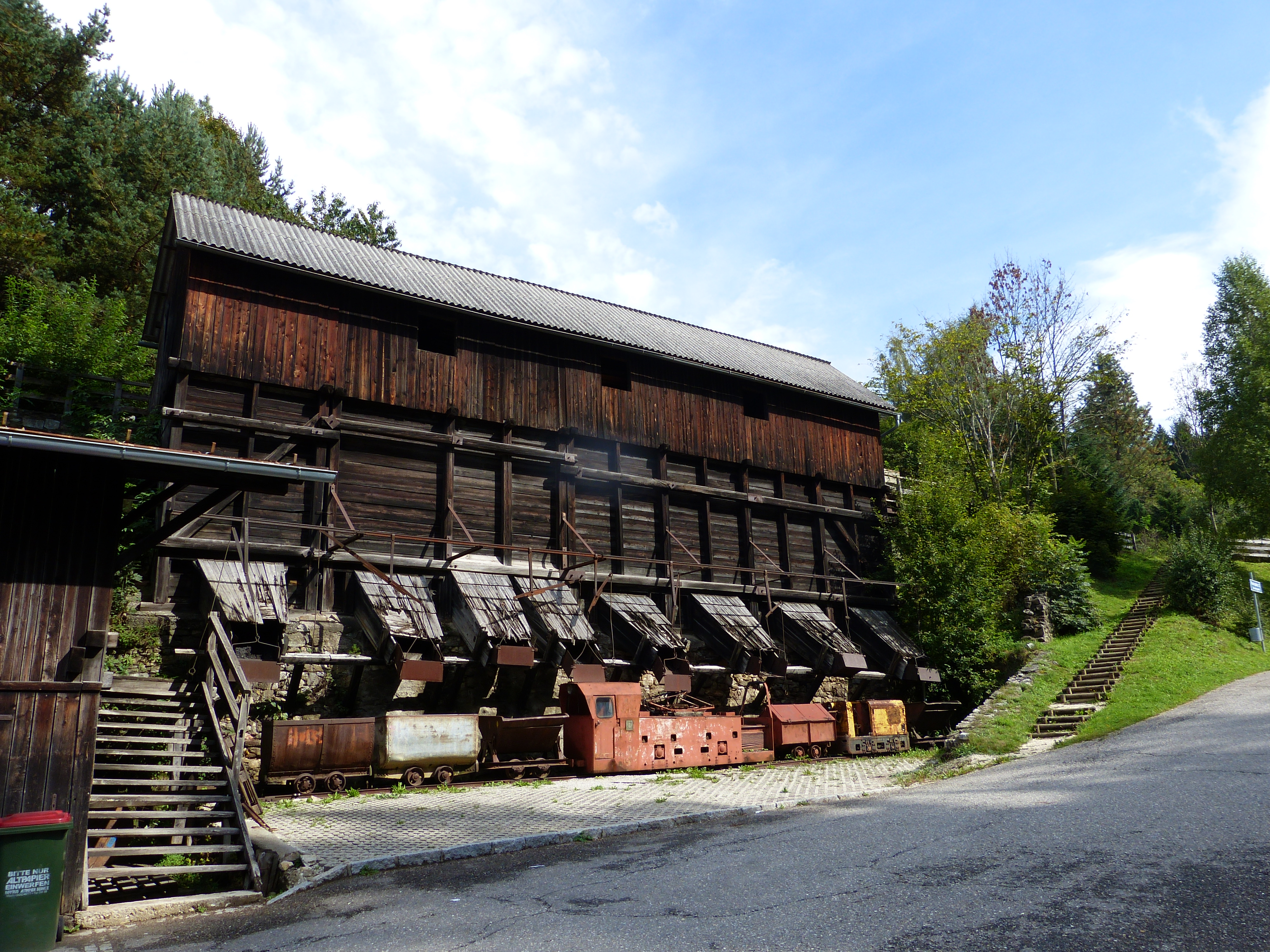
Kohlbunker